# S 9 (väg)
| ს 9 |

S 9 egentligen ს 9 (georgiska: საქართველოს საავტომობილო მაგისტრალი, Sakartvelos saaktomobilo magistrali) är en av de största vägarna i Georgien inom ს-vägsystemet. Vägens huvudort är Rustavi, som den utgår från. Går mellan Rustavi och Zagesi.